# بورنز
بورنز (انگلیسی: Bourns, Inc.) شرکت الکترونیک آمریکایی است، که در سال ۱۹۴۷ تأسیس شد.